# ماووی
ماووی (به صربی: Maovi) یک منطقهٔ مسکونی در صربستان است.